# Harveyville
Harveyville es una ciudad ubicada en el de condado de Wabaunsee en el estado estadounidense de Kansas. En el año 2010 tenía una población de 236 habitantes y una densidad poblacional de 590 personas por km².

## Geografía
Harveyville se encuentra ubicada en las coordenadas 38°47′26″N 95°57′44″O / 38.79056, -95.96222 (38.790657, -95.962211).

## Demografía
Según la Oficina del Censo en 2000 los ingresos medios por hogar en la localidad eran de $37,250 y los ingresos medios por familia eran $35,250. Los hombres tenían unos ingresos medios de $28,125 frente a los $18,125 para las mujeres. La renta per cápita para la localidad era de $12,688. Alrededor del 19.2% de la población estaban por debajo del umbral de pobreza.